# Зимон, Мария
Мария Зимон (нем. Maria Simon; род. 6 февраля 1976, Лейпциг) — немецкая актриса

.

## Биография
Мария Зимон родилась и выросла в бывшей Восточной Германии, но переехала в Нью-Йорк в 1990 году, чтобы жить со своим отцом, специалистом по компьютерам в ООН, и сестрой Даленой Зимон. У неё также есть сестра по имени Алисса. Является сестрой актрисы Сюзанны Зимон.
После окончания школы она вернулась в недавно воссоединившуюся Германию, чтобы изучать актёрское мастерство в Академии искусств имени Эрнста Буша (Hochschule für Schauspielkunst «Ernst Busch» Berlin) в Берлине, где она получила диплом в 1999 году.
На 22-м Московском международном кинофестивале в 2000 году Зимон получила награду за лучшую женскую роль за роль в фильме «Яростные поцелуи» (Zornige kusse). Актриса была номинирована за лучшую роль второго плана на Deutscher Filmpreis в 2003 году и была названа European Shooting Star (Лучшей европейской молодой актрисой) на Берлинском кинофестивале 2004 года. В том же году она сыграла Полли в Трёхгрошовой опере Бертольта Брехта в Театре им. Максима Горького в Берлине. Её телефильм «Kleine Schwester» был номинирован на премию Grimme-Preis в 2005 году.

## Фильмография
- «Лютер» (2003), в роли как Ханна
- «Дальний свет» (2003), в роли Сон
- «Гуд бай, Ленин!» (2003), в роли Арианы Кернер
- "Слезы моей дочери (2002), в роли Стефани
- Эрсте Эхе (Erste Ehe)(2002), в роли Дорит
- Моя медленная жизнь (2001), в роли Джоанна
- «Яростные поцелуи» (1999), в роли Леа